# Consul aequatorialis
Consul aequatorialis är en fjärilsart som beskrevs av Butler 1875. Consul aequatorialis ingår i släktet Consul och familjen praktfjärilar. Inga underarter finns listade i Catalogue of Life.